# Rhododendron vidalii
Rhododendron vidalii är en ljungväxtart. Rhododendron vidalii ingår i släktet rododendron, och familjen ljungväxter.

## Underarter
Arten delas in i följande underarter:
- R. v. brachystemon
- R. v. vidalii